# Rize of the Fenix
Rize of the Fenix — третий студийный альбом американской рок-группы Tenacious D. Спродюсированный Джоном Кимброу, он был выпущен в Северной Америке 15 мая 2012 года на лейбле Columbia Records. Альбом получил в целом благоприятные отзывы от музыкальных критиков и был номинирован на премию «Грэмми» в категории «Лучший комедийный альбом» на церемонии 2013 года.

## Предыстория и запись
В ноябре 2006 года Джек Блэк выразил желание взять годичный перерыв в актёрской деятельности, хотя Кайл Гасс намекнул, что Tenacious D хотели бы закончить свою карьеру на нынешнем пике. Однако Блэк подтвердил, что третий альбом будет записан, объявив, что для него была написана новая песня под названием «Deth Starr». Он сказал, что альбом, скорее всего, выйдет в 2010 году, но в других случаях он упоминал 2012 год. В начале 2008 года Блэк объявил, что группа работает над новым альбомом, Гасс позже прокомментировал, что для нового альбома написано всего «от одной до полутора» песен, а хотелось бы написать от двенадцати до пятнадцати.

## Релиз
В феврале 2012 года стало известно, что название альбома будет Rize of the Fenix. Альбом был выпущен 15 мая 2012 года. Клип на песню «To Be the Best» был выпущен на канале The A.V. Club 26 марта 2012 года. В нём приняли участие Мария Менунос, Тим Роббинс, Вэл Килмер, Джимми Киммел, Дэйв Грол, Ёсики и Джош Гробан.

## Отзывы
| Совокупная оценка    | Совокупная оценка |
| Источник             | Оценка            |
| -------------------- | ----------------- |
| Metacritic           | 64/100            |
| Оценки критиков      |                   |
| Источник             | Оценка            |
| AllMusic             | [ 1 ]             |
| Alternative Press    | [ 12 ]            |
| The A.V. Club        | B+                |
| Consequence of Sound | [ 14 ]            |
| Kerrang!             | [ 15 ]            |
| Paste                | 8.3/10            |
| PopMatters           | 2/10              |
| Rock Sound           | 7/10              |
| Rolling Stone        | [ 19 ]            |
| Spin                 | 6/10              |

После выхода Rize of the Fenix получил в целом благоприятные отзывы от музыкальных критиков, получив на Metacritic суммарный балл 64/100 на основе тринадцати рецензий.
Марк Харрис из Upstart Magazine высоко оценил качество производства, сказав, что это «самый плотно скомпонованный материал, который когда-либо создавал дуэт». Харрис отметил зрелость дуэта как исполнителей, отметив, что хотя это сделало их материал менее грубым, это позволило им отойти от роли «шутки в одну строчку».
Стивен Томас Эрлевайн из Allmusic поставил оценку 4 из 5 звёзд и сказал: «Rize of the Fenix — это воодушевляющее возвращение Tenacious D: они снова взялись за старое, не обращая внимания на то, волнует ли мир в целом их проделки». Райан Рид из журнала Paste поставил альбому оценку 8,3/10 и похвалил ряд песен, например, заглавную песню за то, что она «такая мощная, такая совершенная, такая представительная, что эти парни делают хорошо», а «The Ballad of Hollywood Jack and the Rage Kage» — за то, что она «ещё одна классика», которую «можно принять за правдивую историю предательства и искупления», хотя и отметил, что стиль написания других песен «кажется, предполагает помощь компьютерного генератора рока, а мелодии больше похожи на шаблоны».
Журнал Kerrang поставил альбому оценку 8/10 и сказал: «Tenacious D вернулись. Они смешны, абсурдны и горячее феникса». Times-Standard написал положительную рецензию, сказав: «Альбом стоит денег для тех, кого нелегко обидеть. Хотя судьба их славы как лучших в мире комедийных рокеров, казалось, была предрешена на втором альбоме, Rize to the Fenix взмывает ввысь. The D действительно вернулись». Аналогично, Seattle Post-Intelligencer дала ещё одну благоприятную рецензию и в итоге сказала: «Независимо от того, что ждёт их в будущем, Rize of the Fenix — великолепное дополнение к их небольшой, но мощной дискографии».
Журнал Toro поставил 3,5 из 5 звёзд и сказал: «Как и лучшие работы The D прошлых лет, эта пластинка заслуживает внимания и после того, как смех утихнет». Журнал AM New York поставил 3 из 5 звёзд и назвал песню «The Ballad of Hollywood Jack and the Rage Kage» «лучшей самореферентной балладой со времён битловской „The Ballad of John and Yoko“». Скотт Хейзел из Alternative Press также дал альбому 3 из 5 звёзд, заключив, что «Fenix изобилует классическим рок-материалом, который одновременно восхищает и высмеивает все — от Звёздных войн („Deth Starr“) до организованной религии („Throwdown“)», но «юмор, практикуемый Блэком и его соратником Кайлом Гассом, не сильно развился со времён [альбома 2006 года Pick Of Destiny]».
Другие издания были более критичны в своих оценках альбома. Мора Джонстоун из Rolling Stone поставила альбому 2 звезды из 5, оценив его как «настолько напыщенный, что задаёшься вопросом, не превратились ли Блэк и Гасс наконец-то в раздутых дрочеров, которых они пародируют», и упрекнула, что «слишком многие из его гэгов звучат так, будто они гноились ещё со времён Pick of Destiny». С другой стороны, читатели поставили ей суммарную оценку 4 из 5 звёзд. Август Браун из Los Angeles Times поставил ей 2,5 из 5 звёзд и сказал: «Когда искренняя рок-музыка умирает в чартах, не слишком ли поздно задуматься, является ли D последним верным защитником жанра?». Доминик Хеми из The Digital Fix назвал альбом «старой шуткой, над которой уже никто не смеётся; один раз было довольно смешно, второй раз уже немного поднадоело». Он также сказал, что «Tenacious D — это пустая трата места, давно потерявшая всякую привлекательность», и в итоге поставил альбому 3/10. Кирк Бэрд из Las Vegas Weekly дал неблагоприятную рецензию, сказав: «Rize of the Fenix играет как разогретые D, далёкие от блестящего дебюта 2001 года с собственным названием». Томас Бритт из PopMatters дал самую низкую оценку 2/10, сказав: «Rize of the Fenix показывает Tenacious D, которые отстали от своих музыкальных коллег» и «на самом деле, самое обидное в Rize of the Fenix то, что он делает вид, что предыдущего релиза Tenacious D (The Complete Master Works на двух DVD 2008 года) не существует».

## Награды и номинации
Альбом был номинирован на премию «Грэмми» в категории «Лучший комедийный альбом» на церемонии 2013 года.

## Список композиций
Слова и музыка всех песен — Джек Блэк и Кайл Гэсс, кроме указанных.
| №                   | Название                                         | Автор(ы)                  | Длительность |
| ------------------- | ------------------------------------------------ | ------------------------- | ------------ |
| 1.                  | «Rize of the Fenix»                              | Black Gass John Kimbrough | 5:53         |
| 2.                  | «Low Hangin' Fruit»                              |                           | 2:31         |
| 3.                  | «Classical Teacher» (Skit)                       | Black Gass J. D. Ryznar   | 3:23         |
| 4.                  | «Señorita»                                       | Black Gass Kimbrough      | 3:08         |
| 5.                  | «Deth Starr»                                     |                           | 4:46         |
| 6.                  | «Roadie»                                         |                           | 2:58         |
| 7.                  | «Flutes & Trombones» (Skit)                      | Black Gass Bob Odenkirk   | 1:28         |
| 8.                  | «The Ballad of Hollywood Jack and the Rage Kage» |                           | 5:05         |
| 9.                  | «Throw Down»                                     |                           | 2:56         |
| 10.                 | «Rock Is Dead»                                   |                           | 1:44         |
| 11.                 | «They Fucked Our Asses»                          |                           | 1:08         |
| 12.                 | «To Be the Best»                                 |                           | 1:00         |
| 13.                 | «39»                                             |                           | 5:16         |
| Общая длительность: | Общая длительность:                              | Общая длительность:       | 41:16        |

| №   | Название  | Длительность |
| --- | --------- | ------------ |
| 14. | «5 Needs» | 1:36         |

| №   | Название          | Длительность |
| --- | ----------------- | ------------ |
| 14. | «Quantum Leap»    | 3:50         |
| 15. | «Rivers of Brown» | 1:23         |

| №                   | Название                                       | Director                     | Длительность |
| ------------------- | ---------------------------------------------- | ---------------------------- | ------------ |
| 1.                  | «Low Hangin' Fruit»                            | Liam Lynch                   | 2:32         |
| 2.                  | «Where Have We Been»                           | Lynch                        | 1:30         |
| 3.                  | «Tale of the Fenix»                            | Lynch                        | 1:51         |
| 4.                  | «Rock Is Dead»                                 | Lynch                        | 1:42         |
| 5.                  | «Roadie»                                       | Jody Hill                    | 7:06         |
| 6.                  | «Rize of the Fenix» (exclusive to EMP version) | Daniel Scheinert Daniel Kwan | 3:59         |
| Общая длительность: | Общая длительность:                            | Общая длительность:          | 14:41        |

## Чарты
| Чарт (2012)                                   | Высшая позиция |
| --------------------------------------------- | -------------- |
| Австралия (ARIA)                              | 6              |
| Австрия (Ö3 Austria)                          | 2              |
| Бельгия/Фландрия (Ultratop)                   | 68             |
| Канада (Canadian Albums Chart)                | 7              |
| Дания (Hitlisten)                             | 11             |
| Нидерланды (Album Top 100)                    | 16             |
| Финляндия (Suomen virallinen lista)           | 35             |
| Германия (Offizielle Top 100)                 | 5              |
| Ирландия (IRMA)                               | 4              |
| Новая Зеландия (RMNZ)                         | 11             |
| Шотландия (Scottish Albums Chart)             | 2              |
| Швеция (Sverigetopplistan)                    | 15             |
| Швейцария (Schweizer Hitparade)               | 4              |
| Великобритания (UK Albums Chart)              | 2              |
| Великобритания (UK Rock & Metal Albums Chart) | 1              |
| США (Billboard 200)                           | 4              |
| США (Billboard Top Comedy Albums)             | 1              |
| США (Billboard Top Hard Rock Albums)          | 2              |
| США (Billboard Top Rock Albums)               | 1              |

| Чарт (2012)                      | Позиция |
| -------------------------------- | ------- |
| США (Top Rock Albums, Billboard) | 67      |

## Сертификации
| Регион                                                                      | Сертификация | Продажи |
| --------------------------------------------------------------------------- | ------------ | ------- |
| Великобритания (BPI)                                                        | Серебряный   | 60 000  |
| Данные о продажах + прослушиваниях приведены только на основе сертификации. |              |         |